# Santa María Cahabón
Santa María Cahabón, Cahabón – miasto w środkowej Gwatemali, w departamencie Alta Verapaz, leżące w odległości 91 km na wschód od stolicy departamentu, nad rzeką Río Cahabón.
Miasto jest siedzibą gminy o tej samej nazwie, która w 2012 roku liczyła 59 900 mieszkańców. Gmina jest dość duża i zajmuje powierzchnię 900 km². Na północ od miasta rozciąga się park założony w 1955 roku Parque Nacionale Grutas de Lanquín.